# 王灼 (宋朝)
王灼（1105年—1160年？），字晦叔，号颐堂，南宋遂寧府小溪鎮（今四川遂宁）人，宋代科學家、詩人、詞曲研究家。

## 生平
生於崇寧四年（1105年），出身寒微，娴于音律。紹興中曾为幕僚，终身不仕，著有中国历史上第一部关于制糖的专著《糖霜谱》七篇。绍兴十五年（1145年），寓居四川成都碧鸡坊妙胜院，常去友人王和先、张齐望家饮宴，皆有声妓，回家時“缘是日歌曲，出所闻见，仍考历世习俗，追思平时论说，信笔以记”，遂著有《碧鸡漫志》五卷。約卒於淳熙八年（1181年）以后。